# Ахсан ат-таварих
«А́хсан ат-тавари́х» (араб. أحسن التواريخ‎ — «Лучшая из историй» или «Лучшая из летописей») — историческое произведение Хасан-бека Румлу на персидском языке. Сохранились лишь два последних тома из 12-томного труда. Среди прочего, книга содержит ценные факты об истории казахов: приведены сведения о ханах Бурундуке, Касыме, Хакназаре; о походах хана Мухаммеда Шейбани против казахов в 1510 году; взаимоотношениях казахов с другими народами.
До нашего времени дошли два последних тома сочинения Хасан-бека Румлу «Ахсан ат-таварих», написанные на персидском языке. Имеет большое значение с точки зрения изучения истории XV-XVI веков, как родины, так и ряда ближних и дальних стран. Исторические события 807-899 годов хиджры (1404-1494 гг. н.э.) и второго года 900-985 годов хиджры (1494-1578 гг. н.э.) нашли отражение в дошедшем до нашего времени первом томе труда.

## Жизнь Хасан-бека Румлу
Племя Румлу является одним из племен, активно участвовавших в борьбе за создание и укрепление Сефевидского государства Азербайджана. В период Сефевидов самыми известными лидерами этого племени были Нурали Халифа, Пири Бей и Див Султан. Внук Хасана Румлу, Амир Султан, был одним из близких эмиров Тахмасиба. Долгое время должность хулифат-халифата, осуществлявшего общее руководство над халифами секты Сефевидов, принадлежала представителям племени румлу. Племя Румлу произвело не только администраторов и солдат, но и таких поэтов, как Шахгулу-бей, писавший стихи на турецком и персидском языках, и таких историков, как Хасан-бек, автор переведенного нами источника. То, что мы знаем о биографии Хасан-бека Румлу, автора «Эхсанут-таварих», состоит в основном из бессистемных сведений, которые он дал о себе в «Эхсанут-таварих». Хасан-бек Румлу родился в 937 году хиджры (1530-1531 гг.) в городе Кум. Его дед Амир Султан Румлу был одним из известных кызылбашских полководцев, который был судьей Казвина и Совуйбулага. По этой причине Хасан некоторое время жил в городе Казвине, принадлежавшем его деду в виде тиюльской условной феодальной собственности. Когда принц Сефевидов Бахрам Мирза, сын Шаха Исмаила I, прибыл в Казвин в 943 г.х. (в 1536-37 гг.н.э.), Хасан и его мать приветствовали его и преподнесли ему подарки. После смерти своего деда Амира Султана в 946 г. хиджры (1539-40 гг. н.э.) он был завербован в личную гвардию Хасан-бей-шаха. Хасан-бек, присоединившийся к походу шаха Тахмасиба на Дизфул в 948 г. хиджры (1541-42 гг. н. э.), говорит, что сопровождал шаха во всех его поездках до 980 г. хиджры (1572-73 гг. н. э.).
Из произведения известно, что Хасан бек Румлу занимался изучением науки. Он сообщил, что изучал шамсию, вид художественного искусства, у известного ученого Джамаледдина Махмуда Ширази. Хасан-бек-шах жил во дворце до самой смерти Тахмасиба I и работал над его творчеством, следил за событиями во время правления шаха Исмаила II (1576-1577) со стороны, собирал сведения для продолжения летописи, писал события 985 (1577) года непосредственно перед смертью шаха Исмаила II также писал. Последний том своего многотомного труда Хасан-бек Румлу посвятил Исмаилу Мирзе (шаху Исмаилу II). У него есть примечание по этому поводу: «Автор этих обезумевших слов... Хасан написал этот том от имени молодого принца Исмаила Мирзы». А. Наваи Хасан-бек утверждает, что Румлу был сторонником шаха Исмаила II, но сам Хасан-бек об этом не писал. Неизвестно, жил ли он в Казвине, столице государства Сефевидов, во время правления шаха Исмаила II.
После смерти шаха Исмаила II к власти пришел другой сын шаха Тахмасиба, шах Мухаммад Худабанда (1578-87). Пока Шах Мухаммед ехал в столицу Казвин из города Шираза, где он правил в Худабане, Хасан-бек присоединился к телу нового правителя в городе Куме. Дальнейшая судьба Хасан бека Румлу темна. «Ахсан ат-таварих» остается незавершенным в начале правления шаха Мухаммеда Худабандана — в событиях 1578 года. На тот момент автору было не более 48 лет. Анализируя политический ландшафт того времени, А.Наваи предполагает, что Хасан-бек Румлу был заключен в тюрьму и даже убит как нежелательная личность во время правления шаха Мухаммада Худабанда, так как был одним из ярых сторонников шаха Исмаила II.

## О произведении
Среди историков существуют разные мнения об объемах произведения. Некоторые исследователи предполагали, что произведение состоит из 12, а некоторые из 10 томов. Причина этого в том, что до наших дней дошли последние два тома произведения и эти тома содержат противоречивую информацию. Среди сторонников идеи о том, что произведение состоит из 12 томов, И.П. Петрушевский, М. Абидова, М.Х. Нематова, О.А. Эфендиев, С.М. Ибрагимов, С.Б. Ашурбейли, С.М. Онуллахи указал, что они использовали тома XI и XIII. В журнале «Рахномайе Кетаб», издаваемом в Иране, «Ахсанут-таварих» Ч.Н. Опубликованы сведения, что издание Седдона является XII томом и что XI том произведения напечатан в Тегеране в 1349 (1970). Однако свидетельства, доказывающие первое представление о томах летописи, либо в ее рукописном экземпляре в Ленинграде, либо в Ч.Н. Это не случайно в издании Седдона, наоборот, когда Хасан-бек Румлу I начал описывать жизнь и деятельность шаха Исмаила I, он указал, что написанный им том был томом X, о котором речь пойдет чуть позже. Но согласно чему, большинство исследователей говорили, что имеющиеся тома Ахсанут-тавариха - это XI и XII тома. Известно, что первый советский ученый И.П. Петрушевский заявил, что эта летопись имеет 12 томов, но не оправдал своего мнения. Он также сослался на ленинградский рукописный экземпляр «Ахсанут-таварих», которым мы пользуемся, и экземпляр произведения Ч.Н. Он сослался на издание Седдона, но ни одна из этих копий не содержала никакой информации, подтверждающей его мнение. Вероятно, И.П. После Петрушевского исследователи, обратившиеся к Ахсанут-тавариху на основании его мнения, показали, что произведение написано в 12 томах. Третье мнение о томах Эхсенут-таварих было предложено А.А. Он принадлежит Ромаскевичу. Так, А. А. Ромаскевич на основании петербургского списка, включенного в каталог Б. Дорна под номером рукописи 287, констатировал, что «Ахсанут-таварих» состоит из 10 томов, и констатировал, что дошедшие до нашего времени тома — это тома IX и X.
Последние два тома, дошедшие до нас, охватывают историю XV-XVI веков. Произведение написано в стиле хроники и строго соблюдается хронологический порядок. Исторические события сгруппированы по годам, истории, которые происходили каждый год, описаны в отдельных главах. В этих главах под разными заголовками были отражены важные события, которые происходили из года в год в Азербайджане, Ираке, Хорасане, Мавераннахре, различных провинциях Ирана, даже в Индии, Анатолии, Дамаске, Египте и Европе. В конце глав, как правило, даются краткие известия о том году в рубрике «Разные истории» и сведения о выдающихся личностях, известных деятелях государства, культуры, науки и искусства, ушедших из жизни в этом году в рубрике «Смерти». В тексте произведения мы находим множество «коранических» аятов и поэм. Однако один из известных специалистов по персидской литературе А. Наваи подверг критике Хасан-бека Румлу за приведение подобных примеров, подчеркнув, что некоторые стихотворения, вошедшие в «Ахсанут-таварих», банальны и малозначительны.
Когда Хасан-бек Румлу писал свое произведение, он читал «Хашт-бехишт» Хакимуддина Идриса Битли, «Матлаус-Саадейн и Маджмаул-Бахрейн» Абдурраззака Самарканди, «Ровзатус-Сафа» Мирхонда, «Тазкиратуш-Шуара» Довлатшаха Самарканди, Абу- «Китаби-Диярбакрия» Бакра Техрани, «Хабибюс-сияр» Гияседдина Хандемира, «Тарихи-Шах Исмаил Сафави» анонимного автора, «Тарихи-аламарайи-Амини» Фазлуллы ибн Рузбехана Хунджи, «Тариксихаханара» Гази Ахмеда Гаффари, и т. д. опирался на исторические источники. Хасан-бек, в дополнение к источникам на персидском языке Румлу, также ссылался на книги по истории, написанные на османском турецком языке. В то же время в произведении нашли отражение тексты многих исторических документов. По собственным заметкам автора, при написании последнего тома он в ряде случаев включал комментарии очевидцев, а при описании процессов, происходивших во времена шаха Тахмасиба I и шаха Исмаила II, прихода к власти Мухаммеда Худабанды , он во многом опирался на свои личные наблюдения. По словам Ш. Фарзалиева, «Хасан-бек Румлу не использовал слепо исторические произведения, отражающие события его предшественников, в некоторые из них он вносил исправления, когда это было необходимо, и желал соблюдать точность при написании событий.

## Рукописи произведения
Многочисленные экземпляры произведения сохранились в различных государственных библиотеках и частных коллекциях. Некоторые из них находятся в Институте рукописей имени М.Физули НАНА, Библиотеке Исламского Шура Меджлиса в Тегеране, Центральной библиотеке Тегеранского университета, библиотеке факультета литературы Тегеранского университета, библиотеке Гулистана в Тегеране, Национальной библиотеке имени Малика, библиотеке Фарруха в Мешхеде, Таджикской академии наук, Библиотека Салтыкова-Щедрина в Санкт-Петербурге (ныне Российская национальная библиотека), коллекции Нуруосманийе, Баязида и Асада Эффенди в Стамбуле, Бодлианская библиотека в Англии, Британский музей, Парижская национальная библиотека, коллекция Эллиса и др. сохранившиеся копии рукописей являются примерами.
Бакинская копия. Два рукописных экземпляра последнего тома произведения под номерами Б-1696 и С-435 хранятся в Институте рукописей им. М. Физули НАНА. Он написан каллиграфической линией с номером шаблона B-1696. Страницы тонкие, желтоватые и глянцевые. Текст обведен золотой рамкой. Листы нумеруются простым пером и латинскими цифрами. Страницы 1 и 2 рукописи украшены золотым орнаментом. Текст написан черным цветом, а заголовки — красными чернилами. По своим палеографическим особенностям он относится к первой половине XVII века. Его размер 24х14,5 см, объем 265 листов. Отмечается, что над рукописной книгой были проведены реставрационные работы и она была помещена в синюю картонную обложку. В этой копии есть некоторые пробелы и несоответствия . Хотя это продолжалось до событий 985 г., при описании событий в Бакинском списке речь идет о ч. В разделе «Смерти» рассказов 982 г. утверждения, связанные со смертью султана Селима II, неполны. Эта часть текста соответствует 1490-й странице тегеранского издания, а информация до 1556-й страницы, которая является последней страницей текста, отраженного в этом издании, в указанный бакинский экземпляр не вошла.
Копия S-435. Другой рукописный экземпляр произведения «Ахсанут-таварих» охраняется под шифром S-435 в Институте рукописей им. М. Физули. Эта копия переплетена в светло-зеленый картон, переплетенный с одной стороны желтоватой бумагой. Текст написан черными чернилами, а заголовки иногда черными, иногда красными чернилами. Страницы нумеруются арабскими цифрами. По палеографическим признакам его можно отнести к середине XX века. Размер: 30,3 х 18,5 см., объем 235 листов. В результате сличений было установлено, что данный экземпляр был скопирован с другого экземпляра под кодом В-1696 в Институте рукописей. Таким образом, пробелы в первом экземпляре, такие случаи, как нарушение хронологической последовательности, ошибки, допущенные при написании имен и терминов, повторяются и в этом экземпляре.

## Переводы и публикации
1. Части персидского текста произведения были впервые опубликованы Б. Дорном в 1858 г. в книге «Мусульманские источники по истории южного побережья Прикаспийских стран».
2. Ч.Н. Седдон впервые опубликовал научно-критический текст левого тома работы. Этот текст, подготовленный К. Н. Седдоном, и его сокращенный английский перевод были опубликованы в двух томах Институтом востоковедения Бароды в Индии в 1930-х годах. Первый том включает персидский текст произведения, а второй том включает краткий английский перевод. В 1968 году в Тегеране был переиздан первый том, содержащий персидский текст.
4. А. Более полный научно-критический текст обоих томов был опубликован Наваи в виде книги. Эта книга, подготовленная А. Навеном, была впервые издана в двух томах (первый том в 1349/1970 г. и второй том в 1357/1978 г.). В 1384/2005 году это издание было переиздано в трех томах. В 1389/2010 году это трехтомное издание было опубликовано повторно.
5. А.К. Арендс включил части источника, относящиеся к истории Туркменистана, во 2 том сборника «Материалы по истории туркмен и Туркменистана» на основе рукописи № 287 каталога Дорна, хранящегося в Российской национальной библиотеке в Санкт-Петербурге.
6. Части работы, относящиеся к истории Грузии, были опубликованы В. С. Путуридзе под названием «Сведения Гасана Румлу о Грузии» по копии Б. Дорна.
7. Работа была переведена на турецкий язык Мурселем Озтюрком в октябре 2006 г. по решению Высшего института культуры, языка и истории им. Ататюрка от 28.01.2005 г. и опубликована как издание Турецкого исторического института (ТТК). Это издание основано на гравюре Наваи.